# 高戸郁三
高戸 郁三（たかと いくぞう、1871年1月24日（明治3年12月4日） - 1943年（昭和18年）10月20日）は、日本の政治家。衆議院議員（1期）。

## 経歴
岡山県出身。鴨方倉庫銀行専務取締役となる。
1917年の第13回衆議院議員総選挙において岡山県郡部から立憲国民党公認で立候補して当選した。衆議院議員を1期務め、1920年の第14回衆議院議員総選挙には立候補しなかった。1943年死去。